# Toulougou-Kanrin
Ne doit pas être confondu avec Toulougou-Nakomsé ou Toulougou-Yarcé.
Toulougou-Kanrin est une localité située dans le département de Koupéla de la province du Kouritenga dans la région Centre-Est au Burkina Faso. 

## Éducation et santé
Le village possède un centre permanent d'alphabétisation et de formation (CPAF).